# Sellos de Rusia en 2012
Los sellos de Rusia en el año 2012 fueron puestos en circulación por Pochta Rossii (Почта России), la administración postal rusa. En total se emitieron 104 sellos postales (21 en hoja bloque), comprendidos en 59 series filatélicas con temáticas diversas.

## Descripción
| Imagen                        | Fecha de emisión | Nombre del sello (descripción) | Dimensiones (mm)                 | Valor facial (en rublos) |
| ----------------------------- | ---------------- | --- | -------------------------------- | ------------------------ |
|                               | 01.02            | «300º aniversario de la Fábrica de Armas de Tula» (HB) 1) El emblema original de la Fábrica de Armas de Tula, fundada por el zar Pedro I en 1712 en la localidad de Tula La hoja bloque muestra la fachada del edificio antiguo de la fábrica con una estatua de Pedro I, en primer plano, representado como un herrero | 37,0 × 50,0 (70 × 78)            | 50,00                    |
|                               | 08.02            | «Fauna de Rusia - Cetáceos» 1) Una orca (Orcinus orca) | 65,0 × 32,5                      | 15,00                    |
|                               | 08.02            | 2) Una ballena jorobada (Megaptera novaeangliae) | 65,0 × 32,5                      | 20,00                    |
|                               | 13.02            | «125º aniversario del nacimiento de P.N. Nesterov» 1) Retrato del piloto Piotr Nésterov y un avión Moran-G | 42,0 × 30,0                      | 15,00                    |
|                               | 27.02            | «XXII Juegos Olímpicos de Invierno en Sochi - Mascotas» (HB)Las tres mascotas oficiales de los Juegos Olímpicos de Sochi 2014. Cada sello tiene la forma del contorno de la mascota en cuestión (las dimensiones aquí indicadas corresponden a las de la base y la altura máxima) 1) El leopardo "Leopard" | 38,7 × 52,7 (117 × 75,5)         | 15,00                    |
| 2) La liebre "Zaika"          | 27.02            | 28,6 × 44,0 |                                  | 15,00                    |
| 3) El oso polar "Beli Mishka" | 27.02            | 38,6 × 59,3 |                                  | 15,00                    |
|                               | 27.02            | «XI Juegos Paralímpicos de Invierno en Sochi - Mascotas» (HB) 1) Las dos mascotas oficiales de los Juegos Paralímpicos de Sochi 2014: Snezhinka y Luchik (Nievecilla y el Chico Fuego) | 67,5 × 57,0 (80 × 70)            | 30,00                    |
|                               | 27.02            | «Patrimonio Natural de la Humanidad de Rusia» (HB) 1) Vista panorámica de la costa de la isla de Wrangel, declarada Patrimonio de la Humanidad por la Unesco en 2004 | 37,0 × 50,0 (60 × 80)            | 45,00                    |
|                               | 02.03            | «Premios estatales de la Federación de Rusia» 1) La medalla Estrella de Oro otorgada al galardonado con el título de Héroe de la Federación Rusa | 32,5 × 65,0                      | 25,00                    |
|                               | 02.03            | 2) La estrella de la Orden de San Jorge | 32,5 × 65,0                      | 25,00                    |
|                               | 02.03            | 3) La medalla del Orden al Mérito por la Patria | 32,5 × 65,0                      | 25,00                    |
|                               | 21.03            | «100º aniversario del nacimiento de M. M. Raskova» 1) Retrato de la piloto Marina Raskova y de fondo una ruta de vuelo, una brújula, una regla de cálculo y un transportador de navegación | 42,0 × 30,0                      | 15,00                    |
|                               | 06.04            | «150º aniversario del nacimiento de P. A. Stolypin» 1) Retrato del estadista Piotr Stolypin en el marco de la Plaza del Palacio de San Petersburgo, la bandera rusa y el escudo del Imperio ruso | 37,0 × 37,0                      | 15,00                    |
|                               | 16.04            | «Armas de la victoria – Vehículos militares» Cuatro vehículos militares soviéticos usados en la Segunda Guerra Mundial 1) Un camión GAZ-AA | 65,0 × 32,5                      | 10,00                    |
|                               | 16.04            | 2) Un camioneta ZIS-5V | 65,0 × 32,5                      | 12,00                    |
|                               | 16.04            | 3) Un vehículo todoterreno de tracción GAZ-67B | 65,0 × 32,5                      | 14,00                    |
|                               | 16.04            | 4) Un coche blindado GAZ-M1 ("Emka") | 65,0 × 32,5                      | 15,00                    |
|                               | 20.04            | «Ciudades de Gloria Militar» Cinco ciudades rusas que portan la distinción honorífica "Ciudad de Gloria Militar", en el sello se ve el nombre de la respectiva ciudad acompañado del emblema de la insignia 1) Viazma | 37,0 × 37,0                      | 15,00                    |
|                               | 20.04            | 2) Dmitrov | 37,0 × 37,0                      | 15,00                    |
|                               | 20.04            | 3) Tver | 37,0 × 37,0                      | 15,00                    |
|                               | 20.04            | 4) Pskov | 37,0 × 37,0                      | 15,00                    |
|                               | 20.04            | 5) Naro-Fominsk | 37,0 × 37,0                      | 15,00                    |
|                               | 20.04            | 6) Kronstadt | 37,0 × 37,0                      | 15,00                    |
|                               | 26.04            | «Asociación de Veteranos de Guerra del Departamento de Asuntos Interiores y las Tropas Internas de Rusia» 1) El emblema de la Asociación de Veteranos de Guerra del Departamento de Asuntos Interiores y las Tropas Internas de Rusia, en ocasión de su vigésimo aniversario | 37,0 × 37,0                      | 10,00                    |
|                               | 27.04            | «XXII Juegos Olímpicos de Invierno en Sochi – Turismo en la costa del mar Negro» Cuatro imágenes turísticas de la costa del mar Negro en los alrededores de Sochi, sede de los XXII Juegos Olímpicos de invierno: 1) La roca Parus, un impresionante monolito de arenisca con la forma de una vela, ubicada 17 km al sureste de Gelendzhik | 42,0 × 30,0                      | 15,00                    |
|                               | 27.04            | 2) La estación de trenes de Sochi | 42,0 × 30,0                      | 20,00                    |
|                               | 27.04            | 3) El Arboreto de Sochi | 42,0 × 30,0                      | 25,00                    |
|                               | 27.04            | 4) La cascada Orejovski en la confluencia del río Bezumenka con el río Sochi | 42,0 × 30,0                      | 30,00                    |
|                               | 04.05            | «Europa» 1) Serie anual a cargo de PostEurop, ese año bajo el tema Visite...; el sello muestra una mujer en la entrada de una casa típica de madera vestida con un traje folclórico ruso y que recibe a los huéspedes con un pan y sal, símbolos de la hospitalidad rusa | 37,0 × 37,0                      | 15,00                    |
|                               | 07.05            | «7 de mayo de 2012 -Toma de posesión del cargo como presidente de V. V. Putin» 1) Fragmento del collar del presidente de Rusia y la leyenda "7 мая 2012 года В.В. Путин вступил в должность Президента Российской Федерации" ("7 de mayo de 2012 -V. V. Putin asumió el cargo de presidente de la Federación de Rusia") | 37,0 × 37,0                      | 15,00                    |
|                               | 07.05            | «Héroe de la Federación Rusa» 1) Valeri Zamayev, rescatista que murió en el atentado terrorista contra una escuela de Beslán en 2004 | 42,0 × 30,0                      | 15,00                    |
|                               | 07.05            | 2) El comandante Alexéi Putsykin, muerto en la misión de intervención en Osetia del Sur en el Cáucaso Norte el año 2008 | 42,0 × 30,0                      | 15,00                    |
|                               | 07.05            | 3) El teniente coronel Dmitri Razumovski, muerto en el atentado terrorista contra una escuela de Beslán en 2004 | 42,0 × 30,0                      | 15,00                    |
|                               | 07.05            | 4) El marinero Aldar Tsydenzhapov, muerto en el incendio en la sala de máquinas del buque destructor Bystri | 42,0 × 30,0                      | 15,00                    |
|                               | 07.05            | 5) La enfermera Irina Yanina, muerta en una revuelta de la Invasión de Daguestán de 1999 en la localidad daguestaní de Karamaji | 42,0 × 30,0                      | 15,00                    |
|                               | 17.05            | «150º aniversario del nacimiento de M. N. Nésterov» (HB) 1) Autorretrato del pintor Mijaíl Nésterov En la hoja bloque se reproduce el cuadro La visión del joven Bartolomé ("Видение отроку Варфоломею", 1890) | 30,0 × 42,0 (83 × 73)            | 30,00                    |
|                               | 29.05            | «175º aniversario del nacimiento de I. N. Kramskói» Dos obras del pintor Iván Kramskói 1) Autorretrato ("Автопортрет", 1867) | 37,0 × 50,0                      | 15,00                    |
|                               | 29.05            | 2) Mujer desconocida ("Неизвестная", 1883) | 50,0 × 37,0                      | 15,00                    |
|                               | 04.06            | «200º aniversario del nacimiento de I. A. Goncharov» (HB) 1) Retrato del novelista Iván Goncharov, obra del pintor Iván Kramskói La hoja bloque muestra un escritorio con libros, bocetos, un candelabro, un tintero y una pluma de escribir | 35,5 × 49,5 –óvalo– (77 × 97)    | 30,00                    |
|                               | 06.06            | «100 años del Museo Estatal de Arte Figurativo A. S. Pushkin» (HB) 1) Fachada principal del Museo Estatal de Arte Figurativo A. S. Pushkin en Moscú En la hoja bloque se ve un fragmento de la exposición de esculturas italianas del museo | 42,0 × 30,0 (90 × 110)           | 30,00                    |
|                               | 08.06            | «75 años del primer vuelo transpolar sin paradas» 1) El avión Tupolev ANT-25 y un mapa con la ruta del primer vuelo transpolar sin paradas, realizado en 1937 por el piloto Valeri Chkálov entre Moscú y Portland (EE. UU.) | 37,0 × 37,0                      | 13,00                    |
|                               | 14.06            | «El monumento a Minin y Pozhiarski» Sello dedicado al cuarto centenario de la reunificación del Estado ruso (la expulsión de Moscú de las tropas de la Mancomunidad de Polonia-Lituania en 1612) 1) Un fragmento del monumento a Minin y Pozharski, ubicado enfrente de la Catedral de San Basilio, en la Plaza Roja de Moscú | 18,5 × 26,0                      | 9,20                     |
|                               | 14.06            | «El Arco de Triunfo de Moscú» 1) Vista del Arco de Triunfo de Moscú, en conmemoración de la victoria rusa en la Batalla de Maloyaroslávets contra las fuerzas de invasión napoleónica | 18,5 × 26,0                      | 13,00                    |
|                               | 25.06            | «Fauna - Tritones» 1) El tritón crestado (Triturus cristatus) | 37,0 × 50,0                      | 13,00                    |
|                               | 25.06            | 2) El tritón común (Lissotriton vulgaris) | 37,0 × 50,0                      | 13,00                    |
|                               | 26.06            | «Oleg Kutafin, Caballero completo de la Orden al Mérito por la Patria» 1) Retrato del jurista Oleg Kutafin y la medalla y cruz de la Orden al Mérito por la Patria | 42,0 × 30,0                      | 15,00                    |
|                               | 29.06            | «Caballeros de la Orden de San Andrés» Tres galardonados con la condecoración de la Orden de San Andrés (cada sello muestra una fotografía del galardonado y la estrella del collar de la Orden): 1) El patriarca Alejo II | 50,0 × 30,0                      | 15,00                    |
|                               | 29.06            | 2) La soprano Irina Arjípova | 50,0 × 30,0                      | 15,00                    |
|                               | 29.06            | 3) El cirujano Valeri Shumakov | 50,0 × 30,0                      | 15,00                    |
|                               | 04.07            | «1050º aniversario de Belozersk» (HB) 1) El escudo de la ciudad de Belozersk La hoja bloque muestra una vista aérea de la ciudad con el lago Béloye | 50,0 × 37,0 (82 × 92)            | 30,00                    |
|                               | 04.07            | «1150º aniversario de Izborsk» (HB) 1) Imagen de dos construcciones de la ciudad antigua de Izborsk: la capilla del Icono de Nuestra Señora de Quersoneso (desaparecida) y la torre Talavskaya de la fortaleza La hoja bloque muestra un grabado antiguo de la planta de la ciudad histórica con sus principales monumentos | 28,0 × 40,0 (60 × 100)           | 30,00                    |
|                               | 06.07            | «75 años del vuelo transpolar récord sin paradas» 1) El avión Túpolev ANT-25 y un mapa con la ruta del vuelo transpolar récord sin paradas, realizado en 1937 por el piloto Mijaíl Grómov entre Moscú y San Jacinto (Estados Unidos) | 37,0 × 37,0                      | 13,00                    |
|                               | 06.07            | «Rusia, campeona del Mundo de hockey sobre hielo 2012» 1) Un jugador de hockey sobre hielo, el trofeo del Mundial de hockey sobre hielo y la bandera de Rusia, en dedicación al equipo ruso, ganador del Campeonato Mundial de Hockey sobre Hielo de 2012 | 40,0 × 28,0                      | 12,00                    |
|                               | 17.07            | «Arquitectura» 1) La Iglesia de la Resurrección de Cristo en San Petersburgo | 37,0 × 37,0                      | 13,00                    |
|                               | 17.07            | 2) El Palacio Episcopal de Astorga (León) | 37,0 × 37,0                      | 13,00                    |
|                               | 20.07            | «1000 años de la unión de los pueblos mordvinos con el Estado ruso» 1) El escudo de la República de Mordovia | 37,0 × 37,0 –romboide–           | 13,00                    |
|                               | 26.07            | «XXX Juegos Olímpicos en Londres» (HB) 1) El logotipo oficial de los Juegos Olímpicos de Londres 2012 La hoja bloque muestra un mapa de Londres con la ruta del maratón | 37,0 × 37,0 (110 × 90)           | 50,00                    |
|                               | 30.07            | «Arte ruso contemporáneo» 1) El Monumento a Fiódor Chaliapin ("Памятник Ф. И. Шаляпину", 1999) del escultor Andréi Balashov | 37,0 × 50,0                      | 15,00                    |
|                               | 30.07            | 2) Deber de cosaco ("Казачьи проводы", 1999) del pintor Sergéi Gavriliachenko | 50,0 × 37,0                      | 15,00                    |
|                               | 30.07            | 3) Mamuts ("Мамонты", 2007) del pintor Andréi Kovalchuk | 50,0 × 50,0                      | 15,00                    |
|                               | 30.07            | 4) Día caluroso ("Тёплый день", 1996) del pintor Georgi Leman | 50,0 × 37,0                      | 15,00                    |
|                               | 30.07            | 5) Madonna rusa ("Русская Мадонна", 2005) del pintor Vasili Nesterenko | 50,0 × 50,0                      | 15,00                    |
|                               | 30.07            | 6) Otoño. Interior ("Осень. Интерьер", 1992) del Alexéi Sujovetski | 37,0 × 50,0                      | 15,00                    |
|                               | 02.08            | «100 años del paracaídas » 1) Retrato de Gleb Kotélnikov, inventor del paracaídas de mochila, y de fondo dos paracaidistas y un dirigible | 42,0 × 30,0                      | 13,00                    |
|                               | 09.08            | «125 aniversario del nacimiento de F. A. Zander» 1) El ingeniero Friedrich Zander y el diseño experimental de un hidroavión | 42,0 × 30,0                      | 9,20                     |
|                               | 10.08            | «100º aniversario de la Fuerza Aérea de Rusia» 1) El emblema de la Fuerza Aérea de Rusia y un avión Tupolev Tu-160 | 65,0 × 32,5                      | 15,00                    |
|                               | 20.08            | «1150º aniversario de Rostov» (HB) 1) Vista del Kremlin de Rostov de Rostov sobre un mapa histórico de la de la ciudad En la hoja bloque se reproduce un fragmento del grabado Vista de Rostov el Viejo desde el lado sur del artista Iván Belonogov, así como en el escudo de Rostov | 65,0 × 32,5 (80 × 85)            | 30,00                    |
|                               | 22.08            | «Historia de los cosacos rusos» (HB) Trajes típicos de tres pueblos cosacos de Rusia 1) Cosacos del Yeniséi La hoja bloque muestra algunas banderas y símbolos de las diferentes tropas de cosacos | 37,0 х 48,7 (160 х 100)          | 15,00                    |
| 2) Cosacos de Oremburgo       | 22.08            | | 37,0 х 48,7 (160 х 100)          | 15,00                    |
| 3) Cosacos del Ussuri         | 22.08            | | 37,0 х 48,7 (160 х 100)          | 15,00                    |
|                               | 27.08            | «200 años de la victoria rusa en la Guerra de 1812» (HB) 1) El emblema oficial de la celebración del 200.º aniversario de la victoria rusa contra la invasión napoleónica de 1812 En la hoja bloque se ven representantes con el traje y las armas de esa época en las siguientes cuatro divisiones de tropa: artillería, infantería, caballería de coraceros y de húsares | 45,0 × 45,0 –romboide– (80 × 90) | 50,00                    |
|                               | 30.08            | «Patrimonio de la Humanidad de Rusia» (HB) 1) El Monasterio de la Trinidad y San Sergio en Sérguiev Posad | 30,0 × 42,0 (71 × 85)            | 45,00                    |
|                               | 31.08            | «Cumbre del Foro de Cooperación Económica Asia-Pacífico» 1) El logotipo oficial de la XXIV Cumbre del Foro de Cooperación Económica Asia-Pacífico, celebrada en Vladivostok, y la silueta del puente de la isla Russki | 65,0 × 32,5                      | 13,00                    |
|                               | 07.09            | «150º aniversario del nacimiento del pintor A. E. Arjípov» (HB) 1) El cuadro De visita ("В гостях", 1915) del pintor Abram Arjípov La hoja bloque muestra un retrato del pintor | 50,0 × 42,0 (109 × 80)           | 50,00                    |
|                               | 07.09            | «Abogados prominentes de Rusia» 1) Gavrila Derzhavin | 37,0 × 37,0                      | 15,00                    |
|                               | 07.09            | 2) Anatoli Koni | 37,0 × 37,0                      | 15,00                    |
|                               | 07.09            | 3) Mijaíl Speranski | 37,0 × 37,0                      | 15,00                    |
|                               | 11.09            | «200º aniversario de Fort Russ» 1) Vista de la fortaleza histórica de Fort Ross, establecimiento ruso de la primera mitad del siglo XIX en la costa californiana de EE. UU. | 58,0 × 26,0                      | 13,00                    |
|                               | 18.09            | «XXII Juegos Olímpicos de Invierno de 2014 en Sochi» 1) El logotipo de los Juegos Olímpicos de Sochi 2014 incrustado en el código QR de la pág. web oficial del evento | 44,0 × 44,0                      | 25,00                    |
|                               | 19.09            | «1150º aniversario del nacimiento del Estado ruso» 1) Dibujo que representa al héroe ruso Riúrik (fundador del Rus de Kiev, el primer Estado paneslavo) con una familia joven y un soldado; de fondo, unos campesinos que trabajan en la siega | 50,0 × 37,0                      | 10,00                    |
|                               | 21.09            | «Trajes nacionales» 1) Dibujo de una pareja rusa portando un traje nacional | 37,0 × 50,0                      | 15,00                    |
|                               | 30.09            | «175 años de los ferrocarriles rusos» (HB) 1) El cartel oficial del 175.º aniversario de los Ferrocarriles Rusos La hoja bloque muestra trenes y locomotoras de diferentes épocas: una locomotora de vapor P36 (serie del año 1950), una locomotora eléctrica VL10 (en funcionamiento entre 1961-1986), el tren eléctrico ED9M y el tren de alta velocidad Sapsan | 65,0 × 32,5 (110 × 80)           | 50,00                    |
|                               | 01.10            | «100 años del Astillero del Norte» 1) Un ancla y una foto que ilustra la construcción de un barco, de pie en el muelle, en el Astillero del Norte de San Petersburgo | 37,0 × 37,0                      | 15,00                    |
|                               | 05.10            | «Inauguración del gasoducto "Nord Stream"» (HB) 1) Una foto que ilustra la construcción de una plataforma petrolífera en el mar Báltico La hoja bloque muestra un retrato enmarcado de la emperatriz Catalina I (Andreas Møller, 1712) y un mapa regional con el trazado de la ruta del gasoducto Nord Stream y la leyenda «1712 г. в городe Грайфсвальд был написан портрет российской императрицы Екатерины I. Через 300 лет газопровод "Северный поток" связал российский Выборг и немецкий Грайфсвальд» («En 1712 fue hecho el retrato de la emperatriz rusa Catalina I en la ciudad de Greifswald. 300 años después el gasoducto "Nord Stream" enlaza la ciudad rusa de Vyborg con la alemana de Greifswald») | 50,0 × 37,0 (113 × 88)           | 40,00                    |
|                               | 10.10            | «500 años del servicio regular para la protección de las fronteras de Rusia» 1) Sobre un mapa de Rusia con los colores de la bandera rusa se ve un hito fronterizo cruzado por un rifle y una espada y rodeado de una corona de hojas de roble y laurel | 42,0 × 30,0                      | 13,00                    |
|                               | 19.10            | «XXII Juegos Olímpicos de Invierno en Sochi – Deportes» 1) Esquí alpino | 37,0 × 37,0                      | 25,00                    |
|                               | 19.10            | 2) Luge | 37,0 × 37,0                      | 25,00                    |
|                               | 19.10            | 3) Skeleton | 37,0 × 37,0                      | 25,00                    |
|                               | 19.10            | 4) Patinaje de velocidad | 37,0 × 37,0                      | 25,00                    |
|                               | 19.10            | 5) Snowboard | 37,0 × 37,0                      | 25,00                    |
|                               | 19.10            | 6) Esquí acrobático | 37,0 × 37,0                      | 25,00                    |
|                               | 02.11            | «400 años de la restauración de la unidad del Estado ruso» (HB) 1) Los héroes nacionales Dmitri Pozharski y Kuzmá Minin, cuyo levantamiento de 1612 culminó con la liberación rusa del yugo de la Mancomunidad de Polonia-Lituania La hoja bloque muestra adicionalmente al patriarca Hermógenes, el escudo de armas de esa época y un icono de la Virgen de Kazán, de fondo una vista panorámica del Kremlin de Moscú | 30,0 × 42,0 (89x90)              | 40,00                    |
|                               | 15.11            | «Artes y oficios de Rusia – Herrería de Kasli» Cuatro obras de herrería representativas de la escuela de Kasli: 1) Placa con dos rosetas concéntricas | 70,0 × 35,7 –triángulo–          | 20,00                    |
|                               | 15.11            | 2) Gran roseta con fragmentos de diseños de encaje | 70,0 × 35,7 –triángulo–          | 20,00                    |
|                               | 15.11            | 3) Roseta en un marco cuadrado | 70,0 × 35,7 –triángulo–          | 20,00                    |
|                               | 15.11            | 4) Roseta pequeña triangular | 70,0 × 35,7 –triángulo–          | 20,00                    |
|                               | 30.11            | «Escudos de los sujetos y las ciudades de la Federación Rusa - Moscú» (HB) 1) El escudo de Moscú En la hoja bloque se muestran cuatro escudos históricos de Moscú | 45,0 × 45,0 –romboide– (90 × 90) | 50,00                    |
|                               | 30.11            | «Escudos de los sujetos y las ciudades de la Federación Rusa - San Petersburgo» (HB) 1) El escudo de San Petersburgo En la hoja bloque se muestran cuatro escudos históricos de San Petersburgo | 45,0 × 45,0 –romboide– (90 × 90) | 50,00                    |
|                               | 03.12            | «Héroes de los dibujos animados» Sellos dedicados a series populares de dibujos animados: 1) Winnie Pooh | 58,0 × 26,0                      | 10,00                    |
|                               | 03.12            | 2) Mowgli | 58,0 × 26,0                      | 10,00                    |
|                               | 03.12            | 3) Malysh i Karlsson | 58,0 × 26,0                      | 10,00                    |
|                               | 03.12            | 4) Vovka en el reino de las hadas | 58,0 × 26,0                      | 10,00                    |
|                               | 03.12            | «¡Feliz Año Nuevo!» 1) Diseño alusivo de un árbol de Navidad | 37,0 × 37,0                      | 13,00                    |